# William Ruthven, I conte di Gowrie
William Ruthven, I Conte di Gowrie, IV Lord di Ruthven (1541 circa – maggio 1584) è stato un nobile scozzese, un pari noto per aver ideato il Raid di Ruthven.

## Biografia
William Ruthven nacque attorno al 1541, figlio di Patrick Ruthven, III Lord Ruthven. Il 23 agosto 1581 fu nominato conte di Gowrie da Giacomo VI di Scozia.
Lui e suo padre erano stati entrambi coinvolti nell'omicidio di Davide Rizzio, nel 1566, ed entrambi presero parte attiva, dalla parte della Chiesa di Scozia, negli intrighi e nelle fazioni costanti tra la nobiltà scozzese del periodo. William era stato il custode di Maria, regina di Scozia, durante la sua prigionia nel castello di Loch Leven, dove, secondo la regina, l'aveva tormentata con attenzioni amorose.
Nel 1582 Ruthven ideò e mise in atto il Raid di Ruthven, un complotto per catturare il quindicenne Giacomo VI durante la visita del re a casa sua al castello di Huntingtower. Ruthven rimase a capo del governo per diversi mesi durante la detenzione di Giacomo. Ruthven continuò a complottare contro il re e fu l'ultimo noto custode dello scrigno d'argento che conteneva le lettere che si dice fossero state scritte da Maria, regina di Scozia, e che la implicavano nell'omicidio di suo marito, Enrico Stuart, Lord Darnley.
Nel maggio 1584 Ruthven fu arrestato, processato e decapitato a causa del suo coinvolgimento di primo piano nel Raid di Ruthven e venne spogliato del titolo di conte. Dopo la sua esecuzione, le sue terre furono divise tra i favoriti del re, ma il titolo venne restituito a suo figlio Giacomo nel 1586.
La sua vedova, Dorothea Stewart, presenziò all'inaugurazione del Parlamento il 22 agosto 1584 e si inginocchiò sul Royal Mile gridando al re di concedere la grazia ai suoi figli. James Stewart, conte di Arran la respinse, ed ella, svenuta, venne lasciata a terra in strada.
Una lettera prodotta nel processo postumo a Robert Logan di Restalrig nel 1609 si riferiva a William Ruthven come Greysteil, un personaggio in una poesia popolare del suo tempo noto per la sua forza e poteri sinistri, affascinato da una donna potente.